# 灘見島
灘見島（なだみじま）は、岐阜県飛騨市の高原川沿い、新吉野大橋近くに在る中州の島。別名・笠石（かさいし）とも呼ばれ、高原郷三奇岩（たかはらごうさんきがん）の一つに数えられる。

## 概要
島内には樹木の植生が認められ一見、土砂が堆積して形成されたようにも見えるが岩盤で形成されている。
三奇岩の他二岩（簑石・杖石）と共に弘法大師が高原郷を訪れた際に高原川へ脱ぎ捨てた笠が灘見島（笠石）に、地面に置いた簑が簑石に、突き立てた杖が杖石になったという伝承が残されている。しかし、高原郷では「笠石」と呼ばれることはほとんど無く、もっぱら「灘見島」、或いは「弁天島」と呼ばれて崇敬を集めている。
別名の「弁天島」は、かつて簑石と共に弁財天を祀った祠が島の頂に在ったことに由来する名称であるが、灘見島の祠は現在、対岸へ移設されている。
座標: 北緯36度18分4.5秒 東経137度20分17.8秒 / 北緯36.301250度 東経137.338278度